# Rissoina albaresensis
Rissoina albaresensis is een uitgestorven slakkensoort uit de familie van de Rissoidae. De wetenschappelijke naam van de soort werd voor het eerst geldig gepubliceerd in 2019 door Pacaud.